# Hrycewicze (rejon bereski)
Hrycewicze (biał. Грыцавічы; ros. Грицевичи) – wieś na Białorusi, w obwodzie brzeskim, w rejonie bereskim, w sielsowiecie Malecz.
W dwudziestoleciu międzywojennym leżały w Polsce, w województwie poleskim, w powiecie prużańskim.